# Attala
Attala (vyslovováno [atala]) je vesnice v Maďarsku v župě Tolna, spadající pod okres Dombóvár. Nachází se asi 3 km západně od Dombóváru. V roce 2015 zde žilo 820 obyvatel, z nichž jsou (dle údajů z roku 2011) 88,7 % Maďaři, 2,8 % Romové, 0,2 % Chorvati a 0,2 % Němci.
Sousedními vesnicemi jsou Csoma, Kapospula a Nak.